# Vicente González (militar)
Vicente González (Montevideo, 1791 - Buenos Aires, junio de 1861) fue un militar argentino de origen oriental, comandante militar durante años de San Miguel del Monte, base militar del régimen político de Juan Manuel de Rosas.

## Los Colorados del Monte
Hijo de Roque González, originario de Galicia y contador de las cajas reales en Montevideo y luego en Buenos Aires, su oficio original era el de sastre.
Participó muy joven en la lucha contra las invasiones inglesas y en los movimientos militares que prepararon la Revolución de Mayo. Se unió al sitio de Montevideo (1811), en que participó hasta la caída de las ciudad realista en 1814. Al año siguiente participó en la tercera expedición auxiliadora al Alto Perú, aunque antes de fin de ese año fue trasladado a la ciudad de Buenos Aires.
Desde fines de la década fue oficial de caballería de frontera, y desde fines de 1819 se unió con el grado de capitán al Regimiento de Colorados del Monte, organizado por el estanciero Juan Manuel de Rosas en el pueblo de San Miguel del Monte. Se trataba de una milicia para la defensa de los campos contra las incursiones de los indígenas, organizada y financiada por los principales estancieros de la zona.
Durante los hechos de la Anarquía del Año XX, participó de la campaña de agosto de 1820, contra las fuerzas de Estanislao López; los regimientos de milicias se retiraron tras las primeras victorias, lo que contribuyó a la derrota de Manuel Dorrego en la batalla de Gamonal.
También tomó parte de la batalla del 5 de octubre de 1820, en apoyo del gobernador Martín Rodríguez, contra el líder rebelde Manuel Pagola.
Participó de las dos campañas del gobernador Rodríguez contra los indígenas del sur, pero a fines de 1821 pidió y obtuvo la baja del regimiento. Abrió una pulpería en el pueblo de San Miguel del Monte, y logró reunir una mediana fortuna y mucho prestigio social en la zona. Este prestigio le valió el nombramiento de juez de paz de Monte.
En 1825, Rosas lo convenció de volver a las milicias, quedando como segundo comandante del regimiento de Colorados del Monte, que llevaba el número 3 de caballería de campaña.
En 1828 participó en la campaña contra el general revolucionario Juan Lavalle, luchando en Navarro, Las Vizcacheras y Puente de Márquez.
Cuando Rosas asumió el comando general de las milicias de campaña, en la segunda mitad de 1829, quedó al mando del regimiento de Colorados del Monte. Acompañó la campaña de Rosas al desierto, en 1833.

## Las guerras civiles
Durante la Revolución de los Restauradores, de 1833, tuvo un papel importante organizando la oposición al gobernador Juan Ramón Balcarce en la campaña, y las manifestaciones a favor de la elección de Rosas. Fue el autor de la idea del “luto federal”, que llevaron todos los oficiales cuando la muerte de la esposa del gobernador, Encarnación Ezcurra, y que se extendió al resto de la población.
En 1839 luchó en la batalla de Chascomús a órdenes de Prudencio Rosas, hermano del Restaurador, contra los Libres del Sur. Participó en la persecución del jefe del ejército enemigo, Pedro Castelli, y fue acusado de haber ordenado su ejecución.
A órdenes de Pacheco, participó en la defensa contra la invasión de Lavalle del año 1840. Su regimiento fue derrotado en una pequeña escaramuza, pero Lavalle terminó retirándose sin presentar batalla formal.
Acompañó al ejército federal en la campaña sobre Santa Fe y Córdoba, siendo jefe de la reserva de la caballería en la batalla de Quebracho Herrado. Durante un tiempo fue comandante de armas de la ciudad de Córdoba, para después hacer la campaña de Pacheco a Cuyo, participando en la batalla de Rodeo del Medio, nuevamente como jefe de la reserva.
De regreso del interior, se destacó en la batalla de Arroyo Grande. Fue nombrado comandante militar de Rosario por el gobernador santafesino Pascual Echagüe, cargo en que se destacó defendiendo la zona de los ataques de los indígenas ranqueles, sobre todo los dirigidos por Manuel Baigorria, a quien derrotó en un combate en Chañarcillos, en 1844.
Regresó a Buenos Aires después de la breve victoria de Juan Pablo López sobre Echagüe, y fue diputado a la legislatura hasta el final del gobierno de Rosas. Fue un destacado miembro de la Sociedad Popular Restauradora, cuyo brazo armado era la Mazorca.

## Caseros y los últimos años
Sus cartas a Rosas, y las respuestas de este, forman una parte importante de la correspondencia que ayuda a los historiadores a conocer al Restaurador y su época. Era considerado uno de los oficiales más fieles a Rosas, y –además de Ángel Pacheco– uno de los muy pocos oficiales que se tuteaba con él y se permitía bromas en sus conversaciones y cartas con Rosas. Su nariz prominente y su frente chata le valieron el apodo de Carancho, que él también usaba. Incluso, cuando estaba de buen humor, se hacía llamar Su Majestad Caranchísima. Entre sus gestos curiosos, se cita una oportunidad en que subió al púlpito de la iglesia de San Miguel del Monte para predicar acerca del dogma de la Santísima Trinidad.
Al pronunciarse el general Urquiza contra Rosas en 1851, lanzó una violenta proclama en su contra, para infundir a los paisanos del interior fidelidad al Restaurador. Luchó en la batalla de Caseros del lado de Rosas, y fue tomado prisionero.
Pasó varios meses preso y fue dado de baja. Fue acusado de perseguir a los unitarios y opositores durante el gobierno de Rosas, pero finalmente no fue sometido a juicio.
Se retiró completamente a la vida privada, aunque fue acusado de ayudar al sitio de Buenos Aires impuesto por Hilario Lagos. Se dedicó a la contemplación religiosa, y donó muchos de sus bienes a la Iglesia católica.
Durante la movilización de Bartolomé Mitre hacia la que sería la batalla de Pavón, se trasladó a la ciudad de Buenos Aires, en la que falleció en junio de 1861.